# Trofeo Valle d'Aosta
Il Trofeo Valle d'Aosta è stata una competizione pallavolistica amichevole per squadre nazionali femminili, organizzata con cadenza annuale dalla FIPAV.

## Edizioni
| Edizione      | Edizione      | Podio    | Podio    | Podio               |
| Anno          | Organizzatore | Campione | Seconda  | Terza               |
| ------------- | ------------- | -------- | -------- | ------------------- |
| 2004 Dettagli | Courmayeur    | Brasile  | Italia   | Giappone            |
| 2005 Dettagli | Courmayeur    | Brasile  | Italia   | Serbia e Montenegro |
| 2006 Dettagli | Courmayeur    | Brasile  | Italia   | Giappone            |
| 2008 Dettagli | Courmayeur    | Italia   | Germania | Russia              |

## Medagliere
| Pos. | Squadra             | 1º posto | 2º posto | 3º posto | Totale |
| ---- | ------------------- | -------- | -------- | -------- | ------ |
| 1    | Brasile             | 3        | 0        | 0        | 3      |
| 2    | Italia              | 1        | 3        | 0        | 4      |
| 3    | Germania            | 0        | 1        | 0        | 1      |
| 4    | Giappone            | 0        | 0        | 2        | 2      |
| 5    | Russia              | 0        | 0        | 1        | 1      |
| 5    | Serbia e Montenegro | 0        | 0        | 1        | 1      |